# 乐之饼干
乐之饼干（Ritz Crackers）又稱麗滋餅乾，是納貝斯克于1934年推出的一种零食饼干品牌。在美国以外，乐之饼干是由亿滋国际的子公司生产。

## 历史
美國密歇根州的傑克遜是乐之饼干的發源地。杰克逊饼干公司（Jackson Cracker）在20世纪初发明了一种叫做 "杰克逊 "（Jaxon）的小型圆形饼干。当该公司于1919年被纳贝斯克收购时，公司高管将饼干的名称改为丽兹（Ritz）。纳贝斯克在1934年正式推出乐之饼干（Ritz Crackers）。